# Граф Бакингемшир
Граф Бакингемшир (англ. Earl of Buckinghamshire) — наследственный титул в системе Пэрства Великобритании.

## История
Титул графа Бакингемшира был создан 5 сентября 1746 года для Джона Хобарта, 1-го барона Хобарта (1693—1756). Семья Хобарт происходит от сэра Генри Хобарта (ок. 1560—1625), который занимал пост генерального прокурора (1606—1613) и главного судьи общей юрисдикции (1613—1625). В 1611 году для него был создан титул баронета из Интвуда в графстве Норфолк (Баронетство Англии). Ему наследовал его сын, Джон Хобарт, 2-й баронет (1593—1647). Он представлял Кембридж, Лостуитиел, Бракли и Норфолк в Палате общин. Его преемником стал его племянник, Джон Хобарт, 3-й баронет (1628—1683). Он был сыном сэра Майлза Хобарта, младшего сына 1-го баронета. Он заседал в Палате общин от Норфолка (1654—1656, 1673—1679 и 1679—1683). В 1656 году Джон Хобарт, 3-й баронет, женился на Мэри, дочери видного политического деятеля Джона Хэмпдена.

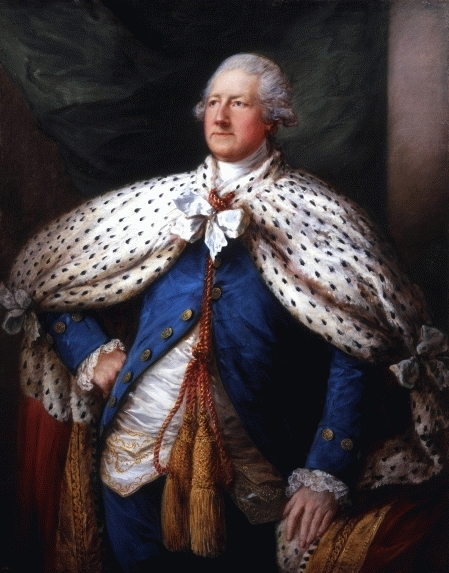
Джон Хобарт, 2-й граф Бакингемшир

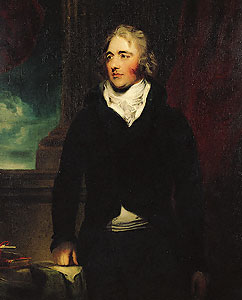
Роберт Хобарт, 4-й граф Бакингемшир

Его преемником стал его старший сын, Генри Хобарт, 4-й баронет (1656—1698). Он занимал пост конюшего короля Вильгельма III Оранского и сражался под его командованием в битве на реке Бойн в Ирландии. Он также представлял Норфолк, Кингс-Линн и Бер-Алстон в Палате общин Англии. Генри Хобарт был убит на дуэли в 1698 году. Его сын, Джон Хобарт, 5-й баронет (1693—1756), представлял а Палате общин Сент-Айвс (1715—1727) и Норфолк (1727—1728), а также был казначеем палаты (1727—1744), вице-адмиралом Норфолка (1719—1756) и лордом-лейтенантом Норфолка (1739—1756). В 1728 году для него был создан титул барона Хобарта из Бликлинга в графстве Норфолк (пэрство Великобритании), а в 1746 году он стал графом Бакингемширом (пэрство Великобритании).
Его преемником стал его сын от первого брака, Джон Хобарт, 2-й граф Бакингемшир (1723—1793). Он занимал должности контролера королевского двора (1755—1756) и лорда-лейтенанта Ирландии (1776—1780). В 1762—1764 годах — посол Великобритании в Российской империи. Он скончался, не оставив после себя сыновей. Ему наследовал его сводный брат, Джордж Хобарт, 3-й граф Бакингемшир (1731—1804). Он представлял в Палате общин Сент-Айвс (1754—1761) и Бер-Алстон (1761—1780). Его старший сын, Роберт Хобарт, 4-й граф Бакингемшир (1760—1816), был видным политиком. Он занимал должности губернатора Мадраса (1794—1798), государственного секретаря по делам войны и колоний (1801—1804), канцлера герцогства Ланкастер (1805, 1812), генерального почтмейстера (1806—1807) и президента совета управления Ост-Индийской компании (1812—1816). В 1797 году он был призван в Палату лордов при жизни отца как барон Хобарт. Город Хобарт на острове Тасмания был назван в его честь.
4-й граф Бакингемшир скончался, не оставив мужских потомков. Его титулы унаследовал его племянник, Джордж Роберт Хобарт-Хэмпден, 5-й граф Бакингемшир (1789—1849). Он был сыном достопочтенного Джорджа Вера Хобарта (1761—1802), второго сына 3-го графа. Он недолго представлял Митчелл в Палате общин (1812—1813). В 1824 году он получил королевское разрешение на дополнительную фамилию «Хэмпден». Он умер бездетным, и ему наследовал его младший брат, Огастес Эдвард Хобарт-Хэмпден, 6-й граф Бакингемшир (1793—1885). Он являлся священнослужителем. В 1878 году он получил королевское разрешение на дополнительную фамилию «Хэмпден». Его преемником стал его внук, Сидни Карр Хобарт-Хэмпден-Мерсер-Хендерсон, 7-й граф Бакингемшир (1860—1930). Он был вторым сыном Фредерика Джона Хобарт-Хэмпдена, лорда Хобарта, второго сына 6-го графа. Лорд Бакингемшир некоторое занимал пост лорда-в-ожидании (1895) в либеральном правительстве графа Розбери. В 1888 году он женился на Вильгельмине Джорджиане Холдейн-Дункан-Мерсер-Хендерсон, дочери достопочтенного Хью Далримпла Гамильтона Холдейн-Дункан-Мерсер-Хендерсона и Эдит Изабеллы Мерсер-Хендерсон. В 1903 году лорд Бакингемшир получил королевское разрешение на дополнительную фамилию «Мерсер-Хендерсон».

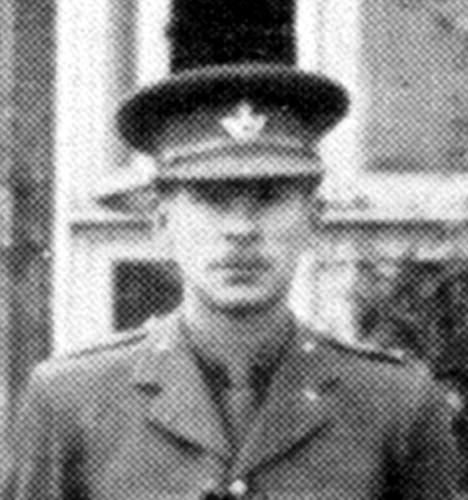
Джон Хобарт, 8-й граф Бакингемшир, фото 1940 года

Ему наследовал его единственный сын, Джон Мерсер-Хендерсон, 8-й граф Бакингемшир (1906—1963). Он был заместителем председателя комитетов Палаты лордов (1952—1963) и вице-спикером Палаты лордов (1954—1963). В 1938 году он получил королевское разрешение на смену фамилии и стал Мерсер-Хендерсоном. Он не был женат и после его смерти в 1963 году графский титул унаследовал его троюродный брат, Вер Фредерик Сесил Хобарт-Хэмпден, 9-й граф Бакингемшир (1901—1983). Он был внуком достопочтенного Чарльза Эдварда Хобарт-Хэмпдена, четвертого сына 6-го графа Бакингемшира. Он был бездетным, его преемником стал его троюродный брат, Джордж Майлс Хобарт-Хэмпден, 10-й граф Бакингемшир (род. 1944). Он является правнуком достопочтенного Джорджа Огастеса Хобарт-Хэмпдена, пятого сына 6-го графа Бакингемшира.

## Другие известные члены семьи Хобарт
- Достопочтенный Генри Хобарт (1738—1799), младший сын 1-го графа Бакингемшира от второго брака, депутат Палаты общин от Норвича и председатель комитета путей и средств
- Вир Хобарт, лорд Хобарт (1818—1875), старший сын 6-го графа Бакингемшира, губернатор Мадраса (1872—1875)
- Достопочтенный Август Чарльз Хобарт-Хэмпден (1822—1886), третий сын 6-го графа Бакингемшира, вице-адмирал королевского флота
- Генриетта Хобарт (1689—1767), дочь 4-го баронета и сестра 1-го графа, любовница короля Великобритании Георга II.

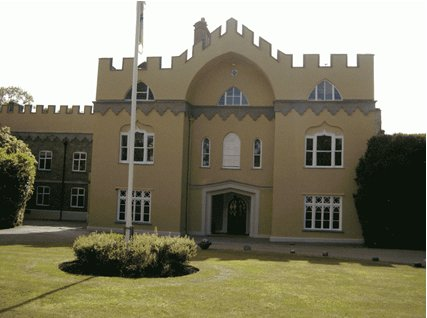
Хэмпден-хаус

Резиденцией графов Бакингемшир был Хэмпден-хаус в графстве Бакингемшир. Он был продан ими в 1938 году.

## Баронеты Хобарт из Инвуда (1611)
- 1611—1625: Сэр Генри Хобарт, 1-й баронет (1560 — 29 декабря 1625), сын Томаса Хабарта (ум. 1560) и Одри Хар (ум. 1581);
- 1625—1647: Сэр Джон Хобарт, 2-й баронет (19 апреля 1593 — 20 апреля 1647), старший сын предыдущего;
- 1647—1683: Сэр Джон Хобарт, 3-й баронет (20 марта 1628 — 22 августа 1683), сын Майлза Хобарта (1595—1639) и внук 1-го баронета;
- 1683—1698: Сэр Генри Хобарт, 4-й баронет (1657 — 21 августа 1698), старший сын предыдущего;
- 1698—1756: Сэр Джон Хобарт, 5-й баронет (11 октября 1693 — 22 сентября 1756), единственный сын предыдущего, граф Бакингемшир с 1746 года.

## Графы Бакингемшир (1746)
- 1746—1756: Джон Хобарт, 1-й граф Бакингемшир (11 октября 1693 — 22 сентября 1756), единственный сын 4-го баронета;
- 1756—1793: Джон Хобарт, 2-й граф Бакингемшир (17 августа 1723 — 3 августа 1793), единственный сын предыдущего от первого брака;
  - Джон Хобарт, лорд Хобарт (30 августа 1773 — декабрь 1775), старший сын предыдущего;
  - Филипп Генри Хобарт, лорд Хобарт (11 февраля 1775 — 15 февраля 1776), второй сын 2-го графа;
  - Джордж Хобарт, лорд Хобарт (2 апреля 1777 — 30 октября 1778), третий сын 2-го графа;
- 1793—1804: Джордж Хобарт, 3-й граф Бакингемшир (8 сентября 1731 — 14 октября 1804), старший сын 1-го графа от второго брака;
- 1804—1816: Роберт Хобарт, 4-й граф Бакингемшир (6 мая 1760 — 4 февраля 1816), старший сын предыдущего;
- 1816—1849: Джордж Роберт Хобарт-Хэмпден, 5-й граф Бакингемшир (1 мая 1789 — 1 февраля 1849), старший сын достопочтенного Джорджа Вера Хобарта (1761—1802) и внук 3-го графа;
- 1849—1885: Огастес Эдвард Хобарт-Хэмпден, 6-й граф Бакингемшир (1 ноября 1793 — 29 октября 1885), младший брат предыдущего;
  - Вир Генри Хобарт, лорд Хобарт (8 декабря 1818 — 27 апреля 1875), старший сын предыдущего от первого брака;
  - Фредерик Джон Хобарт-Хэмпден, Лорд Хобарт (6 марта 1821 — 24 июля 1875), младший брат предыдущего;
    - Генри Фредерик Эдвард Джон Хобарт-Хэмпден (10 июня 1857 — 25 февраля 1871), старший сын предыдущего;
- 1885—1930: Сидни Карр Хобарт-Хэмпден-Мерсер-Хендерсон, 7-й граф Бакингемшир (14 марта 1860 — 15 января 1930), младший брат предыдущего;
- 1930—1963: Джон Хэмпден Мерсер-Хендерсон, 8-й граф Бакингемшир (16 апреля 1906 — 2 января 1963), единственный сын предыдущего;
- 1963—1983: Вир Фредерик Сесил Хобарт-Хэмпден, 9-й граф Бакингемшир (17 мая 1901 — 19 апреля 1983), сын Артура Эрнеста Хобарта-Хэмпдена (1864—1952), внук капитана Чарльза Эдварда Хобарта-Хэмпдена (1825—1913) и правнук 6-го графа Бакингемшира;
- 1983 — настоящее время: Джордж Майлз Хобарт-Хэмпден, 10-й граф Бакингемшир (род. 15 декабря 1944), сын Сирила Лангела Хобарта-Хэмпдена (1902—1972), праправнук 6-го графа;
  - Наследник: сэр Джон Вир Хобарт, 4-й баронет (род. 9 апреля 1945), старший сын сэра Роберта Хобарта-Хэмпдена, 3-го баронета (1915—1988), потомок сэра Роберта Хобарта, 1-го баронета (1836—1928), сына преподобного достопочтенного Генри Льюиса Хобарта (1774—1846), четвертого сына 3-го графа Бакингемшира.